# Jericó (pel·lícula)
Jericó és una pel·lícula dramàtica històrica veneçolana de 1991 dirigida per Luis Alberto Lamata. La pel·lícula va ser seleccionada com a representació veneçolana a l'Oscar a la millor pel·lícula de parla no anglesa als Oscars de 1991, però la seva candidatura no va ser acceptada. També fou nominada al Goya a la millor pel·lícula estrangera de parla hispana.

## Sinopsi
Amèrica, segle xvi. El frare dominic Santiago és l'únic supervivent de l'expedició als mars del Sud del cruel Gazcuña. Rescatat pels indis caribs, s'integra entre ells encara que manté la fe cristiana i va anotanten un diari tot allò que veu. Tanmateix té un incident amb el cap de la tribu i ha de fugir amb la seva dona i fill. Aleshores és capturat per soldats espanyols, que l'acusen d'heretge i el porten a la Inquisició, tot i el que volen veritablement és saber on Gazcuña va amagar 30.000 pesos en or.

## Repartiment
- Cosme Cortázar - pare Santiago
- Francis Rueda - Germana del pare
- Alexander Milic - Conqueridor espanyol
- Reggie Nalder - Conqueridor alemany
- Doris Díaz
- Luis Pardi